# سنتا موزس
سنتا موزس (انگلیسی: Senta Moses؛ زادهٔ ۸ اوت ۱۹۷۳) هنرپیشه، بازیگر تئاتر، بازیگر تلویزیون، و بازیگر سینما اهل ایالات متحده آمریکا است. وی از سال ۱۹۸۲ میلادی تاکنون مشغول فعالیت بوده‌است.
از فیلم‌ها یا برنامه‌های تلویزیونی که وی در آن نقش داشته‌است می‌توان به ان‌سی‌آی‌اس، تنها در خانه، تنها در خانه ۲: گم‌شده در نیویورک، و کسل اشاره کرد.